# Antonio Marcellini
Antonio Marcellini (Roma, 17 gennaio 1937 – Roma, 22 maggio 2010) è stato un calciatore italiano, di ruolo mediano.

## Carriera
Ha iniziato la propria carriera da calciatore nel Sanlorenzartiglio, club militante in IV Serie. Nel 1954 è passato alla Roma, squadra della sua città. Dapprima impiegato nella Primavera del club giallorosso, dalla stagione 1956-1957 è stato aggregato alla prima squadra. Il debutto in Serie A è avvenuto il 6 gennaio 1957, in Juventus-Roma (1-2). Nella stagione 1956-1957 ha totalizzato cinque presenze in campionato. Nella stagione successiva si è trasferito in prestito all'Alessandria, club neopromosso in Serie A. Ha debuttato con i grigi l'8 settembre 1957, in Alessandria-Fiorentina (1-0). Nella stagione ha collezionato, in totale, 21 presenze in campionato e una in Coppa Italia. Nel 1958 si è trasferito al Catania, club militante in Serie B. Il debutto con la maglia rossazzurra è avvenuto il 21 settembre 1958, in Catania-Taranto (1-1). Con il club etneo ha collezionato, in totale, 31 presenze nel campionato cadetto. Nel 1959 è tornato alla Roma. Ha militato nel club capitolino per due stagioni, totalizzando tre presenze in campionato. Nel 1961 si è trasferito al Siena, in Serie C. Con i bianconeri ha disputato 33 incontri e segnato due reti. Nel 1962 è passato al Trapani, sempre nella terza serie. Ha militato nel club granata per due stagioni, collezionando in totale 46 presenze e quattro reti. Ha concluso la propria carriera nel 1964.  

## Palmarès

### Club

#### Competizioni internazionali
- Coppa delle Fiere: 1

Roma: 1960-1961